# Mary Beats Jane
Mary Beats Jane var en svensk hardcore/thrash metal-grupp från Göteborg. 1995 fick man en Grammis för sitt självbetitlade album. Bandet är numera upplöst, enligt Peter Dolving i en intervju 2008.

## Medlemmar
- Peter Dolving – sång
- Urban Olsson – gitarr
- Magnus Nyberg – gitarr
- Bjarne Olsson – basgitarr
- Peter Asp – trummor

## Diskografi
Studioalbum
- 1994 – Mary Beats Jane
- 1996 – Locust

Singlar
- 1994 – Grind
- 1994 – Old

Samlingsalbum
- 1994 – Hardcore for the Masses Vol. II